# 시모시 류지
시모시 류지(일본어: 下司 隆士, 1985년 7월 24일 ~ )는 일본의 전 축구 선수이다.

## 구단 경력
과거 사간 도스에서 활동하였다.